# Dobrić (ort i Bosnien och Hercegovina)
Dobrić är en ort i Bosnien och Hercegovina.   Den ligger i entiteten Federationen Bosnien och Hercegovina, i den södra delen av landet, 80 km sydväst om huvudstaden Sarajevo. Dobrić ligger 263 meter över havet och antalet invånare är 658.
Terrängen runt Dobrić är kuperad.  Runt Dobrić är det ganska tätbefolkat, med 93 invånare per kvadratkilometer.. Närmaste större samhälle är Mostar, 10,7 km öster om Dobrić. 
Omgivningarna runt Dobrić är en mosaik av jordbruksmark och naturlig växtlighet.